# Canindé (Aramina)
Canindé é um bairro rural (área urbana isolada) do município brasileiro de Aramina, que integra a Aglomeração Urbana de Franca, no interior do estado de São Paulo.

## História

### Origem
O bairro se desenvolveu ao redor da estação ferroviária Canindé, inaugurada pela Companhia Mogiana de Estradas de Ferro em 01/11/1904.

## Geografia

### Demografia

#### População urbana
| Crescimento população urbana | Crescimento população urbana | Crescimento população urbana | Crescimento população urbana |
| Censo                        | Pop.                         |                              | %±                           |
| ---------------------------- | ---------------------------- | ---------------------------- | ---------------------------- |
| 2010                         | 98                           |                              | —                            |
| Fonte: IBGE e Fundação SEADE |                              |                              |                              |

Até o Censo 2010 (IBGE) Canindé era classificado pelo IBGE como área urbana isolada do distrito sede.

### Rodovias
O bairro possui acesso à Rodovia Anhanguera (SP-330) e à cidade de Aramina através de estradas vicinais.

## Serviços públicos

### Saneamento
O serviço de abastecimento de água é feito pela Prefeitura Municipal de Aramina.

### Energia
A responsável pelo abastecimento de energia elétrica é a CPFL Paulista, distribuidora do grupo CPFL Energia.

## Religião
O Cristianismo se faz presente no bairro da seguinte forma:

### Igreja Católica
- A igreja faz parte da Diocese de Franca[10].